# Christian Lundgaard
Christian Lundgaard  (Hedensted, 2001. július 23.–) dán autóversenyző.

## Magánélete
Édesapja az Európai ralibajnokság korábbi győztese, Henrik Lundgaard.

## Pályafutása

### A kezdetek: 2012–2016
2012-ben kezdte meg autóversenyzői pályafutását a Dán gokart bajnokságban. Még ugyanebben az évben a Déli gokart-kupa Cadett Junior kategóriájában diadalmaskodott. 2013-ban szintén hazája gokart szériájában versenyzett, ahol az idényt a 2. pozícióban zárta. 2014-ben már európai gokart versenyeken vett részt. Egy évvel később megnyerte az európai gokart-bajnokságot, illetve a Dél-Gardai gokart-kupán is győzedelmeskedett.

### Sikerek a Formula–4-ben: 2017–2018
2017-ben teljesítette élete első Formula–4-es versenyeit az SMP, valamint a spanyol bajnokságokban, az MP Motorsport színeiben. A spanyol bajnokságot 7 győzelemmel és 330 ponttal, míg az SMP Racing által megrendezett viadalt 292 ponttal nyerte meg. Emellett még a dán szériában is részt vett egy verseny erejéig. Még ebben az évben bekerült a Renault Formula–1-es csapatának versenyzői akadémiájába. A 2018-as idény elején lehetőséget kapott arra, hogy a GP3-as bajnokság francia fordulóját abszolválja. Teljes szezont teljesített a Formula Renault Európa-kupában, ahol a 2. helyet kaparintotta meg. Lemaradása a brit Max Fewtrellel szemben 17,5 pont volt.

### Újabb kihívások, Formula–3: 2019
2019-ben a GP3 és a Formula–3 Európa-bajnokság összeolvadásaként létrejött, FIA Formula–3 bajnokság mezőnyében az ART Grand Prix versenyzője lett. A szezont egy győzelemmel kezdte a spanyol nagydíjon, azonban egy öt másodperces időbüntetés következtében a második helyre csúszott vissza. Első pole-pozícióját és győzelmét a Hungaroringen szerezte meg. Majd két hétvége múlva, Monzában is élről startolhatott, azonban a futamon csak a 13. lett és ezt követően már nem is tudta gyarapítani pontjai számát. Az idényt a 6. pozícióban zárta, 97 szerzett egységgel.

### A királykategória előszobájában, Formula–2: 2019–2021
Az FIA Formula–2 bajnokság idényzárója előtt egy héttel a Trident istálló bejelentette, hogy ő veszi át Ralph Boshung helyét az utolsó helyszínre.
2020. január 27-én az ART Grand Prix közölte, hogy 2020-ban a teljes idényben részt vesz a szériában. Július 12-én a második osztrák forduló sprintfutamán, a verseny elején megelőzte a pole-ból induló Dan Ticktumot és magabiztos versenyzéssel megszerezte az első győzelmét.  Szeptember 12-én a mugelló szombati futamon az első rajtkockából indulhatott, de csak a hatodik helyen futott be. Egy nappal később, szeptember 13-án a vasárnapi versenyen a harmadik helyről egy jó rajtnak köszönhetően már az első kanyarban átvette a a vezetést, amit végig tartott a leintésig, ezzel pedig második futamgyőzelmét ünnepelhette. Az összetettben a 7. helyen végzett 149 egységgel.
2021. február 10-én az Alpine hivatalosan bejelentette, hogy Lundgaard a 2021-es bajnokságban is marad az ART versenyzője, Théo Pourchaire mellett. Az első fordulóban, Bahreinben a második versenyen egy utolsó körös előzéssel intették le másodikként. Május 22-én Monacóban egy technikai hiba miatt esett ki a 3. helyről.

### A tengerentúlon, IndyCar: 2021–
2021 júliusában az amerikai IndyCarban szereplő Rahal Letterman Lanigan Racinggel tesztelt a Barber Motorsports Parkban. Egy hónappal később a legelső éles versenyén, az Indianapolis Motor Speedway-en az időmérőn negyedikként kvalifikálta magát, a futamon pedig 12. lett.
2021. október 20-án a gárda bejelentése szerint hosszútávú szerződést kötöttek Lundgaarddal teljes szezonos versenyzőként, elsőként a 2022-es kiírásra. Az évadnyitón, St. Petersburg-ben a 11. pozícióban intették le. Első ovál versenyén, Texasban a 25. helyre kvalifikálta magát, de a futamon ütközött Colton Hertával és kiesett. A 2022-es indianapolisi 500 mérföldesen ő lett az első dán pilóta, aki indult a viadalon. Az egyetlen USA-n kívüli hétvégén, Torontoban addigi legjobb helyezését elérve, nyolcadiknak rangsorolták. A második iowai futam során fékproblémák miatt kiállt. A Gallagher nagydíjon, az Indianapolis Speedway road vonalvezetésén a 6. helyen zárt az időmérőn. Felzárkózásokat produkálva előbb Felix Rosenqvistet, majd Colton Hertát előzte meg a 2. helyen. Az utolsó körökben az élen álló Alexander Rossit is támadta, de végül ezüstérmes lett, megszerezve első IndyCar-dobogóját. Nashville-ben 3. helyen zárta az időmérőt, majd a GP-n két körrel a vége előttii újraindítás során rosszul reagált és többen is elmentek mellette, amivel egészen a 8. helyig esett vissza. A Bommarito Automotive Group 500-on az első bokszkiállásánál problémai akadtak és a top10-en kívül tért vissza a pályára. A felzárkózások közben hibázott, melynek következtében csak a 21. helyen futott be. A szezonzárón, Laguna Secában egy 16. rajthely után a leintéskor ötödikként ért célba. 323 pontjával az összetett 14. helyezettje lett. Ezzel együtt az újonc bajnokságban ő végzett legelőrébb, 18 ponttal megelőzve David Malukast.

## Eredményei

### Karrier összefoglaló
| Év   | Bajnokság                       | Csapat                         | Verseny | Győzelem | Pole | Leggyorsabb kör | Dobogó | Pont | Helyezés |
| ---- | ------------------------------- | ------------------------------ | ------- | -------- | ---- | --------------- | ------ | ---- | -------- |
| 2017 | SMP Formula–4-bajnokság         | MP Motorsport                  | 21      | 10       | 9    | 10              | 14     | 292  | 1.       |
| 2017 | Spanyol Formula–4-bajnokság     | MP Motorsport                  | 20      | 7        | 7    | 7               | 17     | 330  | 1.       |
| 2017 | Dán Formula–4-bajnokság         | Lundgaard Racing               | 3       | 0        | 0    | 2               | 1      | 42   | 11.      |
| 2018 | Formula Renault Európa-kupa     | MP Motorsport                  | 20      | 4        | 4    | 3               | 10     | 258  | 2.       |
| 2018 | Formula Renault NEC             | MP Motorsport                  | 8       | 2        | 1    | 3               | 2      | 48   | 11.‡     |
| 2018 | GP3                             | MP Motorsport                  | 2       | 0        | 0    | 0               | 0      | 0    | 23.      |
| 2019 | Formula–3                       | ART Grand Prix                 | 16      | 2        | 2    | 2               | 2      | 97   | 6.       |
| 2019 | Makaói nagydíj                  | ART Grand Prix                 | 1       | 0        | 0    | 0               | 0      | —    | 4.       |
| 2019 | Formula–3 Ázsia-bajnokság – tél | Pinnacle Motorsport            | 3       | 0        | 0    | 0               | 0      | 0    | HN†      |
| 2019 | Formula–2                       | Trident                        | 2       | 0        | 0    | 0               | 0      | 0    | 23.      |
| 2020 | Formula–2                       | ART Grand Prix                 | 24      | 2        | 1    | 2               | 6      | 149  | 7.       |
| 2021 | Formula–2                       | ART Grand Prix                 | 0       | 0        | 0    | 0               | 0      | 0    | —        |
| 2021 | IndyCar                         | Rahal Letterman Lanigan Racing | 1       | 0        | 0    | 0               | 0      | 19   | 37.      |
| 2022 | IndyCar                         | Rahal Letterman Lanigan Racing | 17      | 0        | 0    | 0               | 1      | 323  | 14.      |
| 2023 | IndyCar                         | Rahal Letterman Lanigan Racing | 17      | 1        | 2    | 1               | 1      | 390  | 8.       |
| 2024 | IndyCar                         | Rahal Letterman Lanigan Racing | 0       | 0        | 0    | 0               | 0      | 0    | —        |

* A szezon jelenleg is zajlik.
‡ Lundgaard nem szerezhetett pontokat a második fordulótól kezdve.
† Mivel Lundgaard vendégversenyző volt, így nem jogosult pontszerzésre.

### Teljes GP3-as eredménysorozata
(Táblázat értelmezése)

(Félkövér: pole-pozícióból indult; dőlt: leggyorsabb kört futott) 

| Év   | Csapat        | 1       | 2       | 3          | 4          | 5       | 6       | 7       | 8       | 9       | 10      | 11      | 12      | 13      | 14      | 15      | 16      | 17      | 18      | Helyezés | Pont |
| ---- | ------------- | ------- | ------- | ---------- | ---------- | ------- | ------- | ------- | ------- | ------- | ------- | ------- | ------- | ------- | ------- | ------- | ------- | ------- | ------- | -------- | ---- |
| 2018 | MP Motorsport | ESP FEA | ESP SPR | FRA FEA 12 | FRA SPR 13 | AUT FEA | AUT SPR | GBR FEA | GBR SPR | HUN FEA | HUN SPR | BEL FEA | BEL SPR | ITA FEA | ITA SPR | RUS FEA | RUS SPR | UAE FEA | UAE SPR | 23.      | 0    |

### Teljes FIA Formula–3-as eredménysorozata
(Táblázat értelmezése)

(Félkövér: pole-pozícióból indult; dőlt: leggyorsabb kört futott) 

| Év   | Csapat         | 1         | 2         | 3          | 4          | 5          | 6          | 7         | 8         | 9         | 10        | 11        | 12        | 13         | 14        | 15         | 16        | Helyezés | Pont |
| ---- | -------------- | --------- | --------- | ---------- | ---------- | ---------- | ---------- | --------- | --------- | --------- | --------- | --------- | --------- | ---------- | --------- | ---------- | --------- | -------- | ---- |
| 2019 | ART Grand Prix | ESP FEA 2 | ESP SPR 6 | FRA FEA Ki | FRA SPR 15 | AUT FEA 26 | AUT SPR 17 | GBR FEA 7 | GBR SPR 5 | HUN FEA 1 | HUN SPR 5 | BEL FEA 4 | BEL SPR 4 | ITA FEA 13 | ITA SPR 9 | RUS FEA 14 | RUS SPR 9 | 6.       | 97   |

### Teljes FIA Formula–2-es eredménysorozata
(Táblázat értelmezése)

(Félkövér: pole-pozícióból indult; dőlt: leggyorsabb kört futott) 

| Év   | Csapat         | 1          | 2          | 3          | 4          | 5          | 6          | 7          | 8          | 9          | 10          | 11         | 12         | 13         | 14         | 15         | 16        | 17        | 18        | 19         | 20         | 21          | 22         | 23          | 24          | Helyezés | Pont |
| ---- | -------------- | ---------- | ---------- | ---------- | ---------- | ---------- | ---------- | ---------- | ---------- | ---------- | ----------- | ---------- | ---------- | ---------- | ---------- | ---------- | --------- | --------- | --------- | ---------- | ---------- | ----------- | ---------- | ----------- | ----------- | -------- | ---- |
| 2019 | Trident        | BHR FEA    | BHR SPR    | AZE FEA    | AZE SPR    | ESP FEA    | ESP SPR    | MON FEA    | MON SPR    | FRA FEA    | FRA SPR     | AUT FEA    | AUT SPR    | GBR FEA    | GBR SPR    | HUN FEA    | HUN SPR   | BEL FEA   | BEL SPR   | ITA FEA    | ITA SPR    | RUS FEA     | RUS SPR    | UAE FEA 14  | UAE SPR 12  | 23.      | 0    |
| 2020 | ART Grand Prix | AUT1 FEA 4 | AUT1 SPR 5 | AUT2 FEA 6 | AUT2 SPR 1 | HUN FEA Ki | HUN SPR 13 | GBR1 FEA 4 | GBR1 SPR 2 | GBR2 FEA 2 | GBR2 SPR 21 | ESP FEA 11 | ESP SPR 11 | BEL FEA 17 | BEL SPR 7  | ITA FEA 3  | ITA SPR 2 | MUG FEA 6 | MUG SPR 1 | RUS FEA Ki | RUS SPR 13 | BHR1 FEA 19 | BHR1 SPR 6 | BHR2 FEA 21 | BHR2 SPR 12 | 7.       | 149  |
| 2021 | ART Grand Prix | BHR SP1 6  | BHR SP2 2  | BHR FEA 12 | MON SP1 Ki | MON SP2 Ki | MON FEA 12 | AZE SP1 11 | AZE SP2 Ki | AZE FEA 9  | GBR SP1 3   | GBR SP2 13 | GBR FEA 21 | ITA SP1 3  | ITA SP2 14 | ITA FEA 10 | RUS SP1 7 | RUS SP2 T | RUS FEA 9 | KSA SP1 6  | KSA SP2 15 | KSA FEA 7‡  | UAE SP1 15 | UAE SP2 18  | UAE FEA 15  | 12.      | 50   |

‡ A versenyt félbeszakították, és mivel nem teljesítették a táv 75%-át, így csak a pontok felét kapta meg.

### Teljes IndyCar eredménysorozata
| Év   | Csapat                         | 1      | 2      | 3      | 4      | 5     | 6       | 7      | 8      | 9      | 10    | 11     | 12     | 13    | 14    | 15     | 16     | 17    | 18  | Helyezés | Pont |
| ---- | ------------------------------ | ------ | ------ | ------ | ------ | ----- | ------- | ------ | ------ | ------ | ----- | ------ | ------ | ----- | ----- | ------ | ------ | ----- | --- | -------- | ---- |
| 2021 | Rahal Letterman Lanigan Racing | ALA    | STP    | TXS    | TXS    | IMS   | INDY    | DET    | DET    | ROA    | MDO   | NSH    | IMS 12 | GTW   | POR   | LAG    | LBH    |       |     | 37.      | 19   |
| 2022 | Rahal Letterman Lanigan Racing | STP 11 | TXS 19 | LBH 18 | ALA 15 | IMS 9 | INDY 18 | DET 14 | ROA 10 | MDO 11 | TOR 8 | IOW 10 | IOW 26 | IMS 2 | NSH 8 | GTW 19 | POR 21 | LAG 5 |     | 14.      | 323  |
| 2023 | Rahal Letterman Lanigan Racing | STP 9  | TXS 19 | LBH 14 | ALA 6  | IMS 4 | INDY 19 | DET 16 | ROA 7  | MDO 4  | TOR 1 | IOW 20 | IOW 13 | NSH 9 | IMS 4 | GTW 17 | POR 11 | LAG 6 |     | 8.       | 390  |
| 2024 | Rahal Letterman Lanigan Racing | STP 20 | TRM2 9 | LBH    | ALA    | IMS   | INDY    | DET    | ROA    | LAG    | MDO   | IOW    | IOW    | TOR   | GTW   | POR    | MIL    | MIL   | NSH | 20.*     | 11*  |

* A szezon jelenleg is zajlik.
2 A verseny nem számít bele a bajnokságba

#### Indianapolis 500
| Év   | Kasztni | Motor | Rajthely | Eredmény | Csapat                         |
| ---- | ------- | ----- | -------- | -------- | ------------------------------ |
| 2022 | Dallara | Honda | 31       | 18       | Rahal Letterman Lanigan Racing |
| 2023 | Dallara | Honda | 30       | 19       | Rahal Letterman Lanigan Racing |